# Aéroport Valence-Chabeuil
De Luchthaven Valence-Chabeuil (Frans: Aéroport Valence-Chabeuil) ligt op ongeveer 7 kilometer ten oosten van Valence in het Franse departement Drôme. Het ligt op het grondgebied van de buurgemeente Chabeuil.
Het is een voormalig militair vliegveld van de Franse luchtmacht, dat nu opengesteld is voor commercieel en privé-vliegverkeer. Het heeft een landingsbaan in asfalt van 2.100 meter en twee evenwijdige grasbanen. Er zijn geen lijnvluchten meer, maar in het verleden was er een verbinding Valence-Parijs. Er is nog een militaire aanwezigheid van het Franse leger op de site, de GAMSTAT (Groupement Aéromobilité de la Section Technique de l'Armée de Terre). In 2012 telde men er meer dan 35.000 vliegbewegingen, hoofdzakelijk van lokale vliegtuigen.